# Coupe des villes de foires 1960-1961
Navigation
Édition précédente Édition suivante
La troisième édition de la Coupe des villes de foire est la première à se jouer sur une seule saison (même si la finale se joue en début de saison 1961-1962).
Elle voit la victoire du club italien de l'AS Rome sur le club anglais de Birmingham City.
C'est la première Coupe des villes de foires remportée par un club italien, et c'est la deuxième fois de suite que le club de Birmingham atteint la finale.

## Huitièmes de finale
| Équipe 1             | Score  | Équipe 2          | Aller   | Retour | Appui |
| Inter Milan          | 14 - 3 | Hanovre 96        | 8 - 2   | 6 - 1  |       |
| Leipzig XI           | 6 - 6  | Belgrade XI       | 5 - 2   | 1 - 4  | 0 - 2 |
| KB Copenhague        | 11 - 4 | Bâle XI           | 8 - 1   | 3 - 3  |       |
| Birmingham City      | 5 - 3  | Újpest FC         | 3 - 2   | 2 - 1  |       |
| Zagreb XI            | 4 - 5  | CF Barcelone      | 1 - 1   | 3 - 4  |       |
| Hibernian Édimbourg  | 2 - 0  | FC Lausanne-Sport | forfait | 2 - 0  |       |
| Olympique lyonnais   | 3 - 4  | Cologne XI        | 1 - 3   | 2 - 1  |       |
| Union Saint-Gilloise | 1 - 4  | AS Rome           | 0 - 0   | 1 - 4  |       |

## Quarts de finale
| Équipe 1      | Score | Équipe 2            | Aller | Retour | Appui |
| Inter Milan   | 5 - 1 | Belgrade XI         | 5 - 0 | 0 - 1  |       |
| KB Copenhague | 4 - 9 | Birmingham City     | 4 - 4 | 0 - 5  |       |
| CF Barcelone  | 6 - 7 | Hibernian Édimbourg | 4 - 4 | 2 - 3  |       |
| Cologne XI    | 2 - 2 | AS Rome             | 0 - 2 | 2 - 0  | 1 - 4 |

## Demi-finales
| Équipe 1            | Score | Équipe 2        | Aller | Retour | Appui |
| Inter Milan         | 2 - 4 | Birmingham City | 1 - 2 | 1 - 2  |       |
| Hibernian Édimbourg | 5 - 5 | AS Rome         | 2 - 2 | 3 - 3  | 0 - 6 |

## Finale
| Équipe 1        | Score | Équipe 2 | Aller | Retour |  |
| Birmingham City | 2 - 4 | AS Rome  | 2 - 2 | 0 - 2  |  |